# Fonamentalisme
El fonamentalisme designa un comportament ideològic, polític o religiós que implica l'acceptació d'un pensament únic i exclusiu i l'observació d'una normativa molt rígida que regula els principals aspectes de la vida quotidiana, regits per aquest dogma. Es caracteritza per l'exclusivisme, l'aïllament i l'antagonisme defensiu o conquistador amb qui no comparteix el mateix punt de vista o creença. Sovint també implica una oposició als canvis aportats per la modernitat, una visió no històrica de la veritat, el principi d'un líder, la creació d'un enemic i l'afirmació masclista. El mot té una connotació negativa, d'intolerància i radicalitat.
Aquest terme s'aplica en el cas de la religió especialment a certs moviments (als quals també s'aplica el mot integrisme) que, en llur recerca de la puresa, del retorn als orígens de les pròpies creences, realitzen una estricta observança d'un conjunt de principis i solen demandar una aplicació a la vida social, econòmica i política de les escriptures o textos fonamentals en la seva pròpia doctrina. S'oposen a la substitució del sagrat pel secular o el racionalisme, al pluralisme i al relativisme ideològic i religiós, així com a la liberalització dels costums.

## Origen del terme
El fonamentalisme és un concepte modern que sorgeix com a reacció quan la societat moderna comença a guiar-se per lleis humanes i deixa de banda les divines, afectant els hàbits quotidians i l'estil de vida. El terme va néixer a principis del segle xx en els Estats Units d'Amèrica I ràpidament va passar a definir l'ideari d'aquelles comunitats cristianes protestants que, enarborant la infal·libilitat de la Bíblia, pretenien un retorn a les postures fundacionals del cristianisme, basant-se en molts casos en nocions reaccionàries sobre el món, que haurien de contrarestar la corrupció del sistema majoritari que es recolza en els valors del modernisme.
D'aquí s'ha estès la denominació a molts altres moviments recents de gairebé totes les religions del món que prediquen en contra del corrent principal dels seus respectius credos, asseverant que aquesta s'ha desviat dels seus fonaments, o que es resisteixen a acceptar idees progressistes que han estat admeses per una gran part de la comunitat.
En l'àmbit hispanoparlant, el seu ús és més recent encara que en l'anglosaxó: l'edició del DRAE de 1992 encara no ho recollia. Tampoc una enciclopèdia de referència com la Larousse l'incorpora fins a la seva revisió de 1984, i únicament aplicat al fonamentalisme islàmic. Al corpus de la RAE, un banc de dades que recull textos de totes les èpoques, no apareix fins al 1950, en un tractat jurídic, i la majoria d'ocurrències són de l'última dècada. A diferència de l'àmbit anglosaxó, la seva introducció i popularització ve associat exclusivament al ressorgiment de l'integrisme musulmà. L'edició (1995) del DIEC ja recull fonamentalisme, aplicat la lectura literal de l'Alcorà. El terme tradicional en català és conservadorisme extrem, que no només es referia a la religió sinó a alguns corrents polítics tradicionalistes nascuts en el segle xix.

## Les bases del fonamentalisme
En molts casos, el concepte del fonamentalisme ve irremeiablement lligat a la interpretació d'una Sagrada Escriptura (Bíblia, Alcorà, Torà…), sobre la qual, no obstant això, se sosté que és infal·lible, atemporal i universalment vàlida. Així, en oposició al procés de relativització de les "veritats absolutes" contingudes als Llibres Sagrats que es venia donant fins ara, trobem una rotunda afirmació del valor de cada versicle dels textos sagrats i una apologia de la seva aplicació literal, en alguns casos més enllà del que s'hagués fet mai. Sens dubte això suposa l'assumpció de dos supòsits: que Déu va atorgar als seus Profetes una visió unívoca de la seva voluntat i que aquesta està recollida i és disponible de manera directa als seguidors de la doctrina fonamentalista.

### Oposició a la ciència
Aquesta doctrina contrasta en la majoria dels casos amb la moderna visió científica de la realitat, que qüestiona gran part de les interpretacions antigues de les Escriptures. La ciència, des de la Il·lustració, ha anat desposseint les religions d'autoritat en molts camps; la qual cos, sumada a l'esgotament del positivisme científic durant el segle xx, hauria portat sectors de l'àmbit religiós a una espècie de "contraatac" amb forces renovades pel desencant davant de les presumptes promeses incomplertes d'una ciència que havia de deslliurar la raça humana de les misèries mil·lenàries en les quals s'havia vist immergida.

### Oposició a Occident
Estem davant d'un moviment de caràcter gairebé universal, però, sens dubte, no unitari, ni d'objectius clarament identificables, de fet sovint són excloents entre si. Molts grups definits com a fonamentalistes no usen aquesta definició o, al contrari, rebutgen que s'utilitzi per a gent que no siguin ells mateixos.
En general, podem dir que es tracta d'una reacció al paper passiu del fet religiós avalat per la concepció del món de l'Europa contemporània que va exportar i va imposar en molts llocs del món uns valors que molts perceben com un atemptat contra les seves arrels i la seva identitat. Per això, en moltes ocasions es percep el fonamentalisme com una doctrina antioccidental i s'associa exclusivament als moviments islamistes que s'oposen als sistemes autoritaris seculars establerts al món islàmic després de la descolonització.
Tanmateix, a la història s'han donat altres corrents de pensament que es podria qualificar de fonamentalistes en el seu moment, entre les que es pot citar la Reforma Protestant o els almohades i almoràvits que van envair Al-Àndalus. I, així mateix, existeixen moviments fonamentalistes en el si de països occidentals i basats en la cultura que es considera occidental. L'únic que es pot admetre és que el fonamentalisme va contra uns principis que el món occidental ha fet seus i que la seva tradició religiosa (cristianisme) ha assumit, sobre tot un aspecte especialment important: la separació entre religió i Estat i l'acceptació que les lleis humanes predominin sobre les divines. Aquesta diferència fa que el fonamentalisme sigui en uns règims un instrument totalitari o bé en d'altres es limiti a ser la ideologia d'un o diversos grups de pressió. Referent a això podríem parlar, per exemple, d'una oposició entre el fonamentalisme i la secularització de les societats; però no en particular contra Occident, encara que les societats occidentals s'identifiquin clarament amb aquest procés.
D'altra banda, és necessari recordar que el fonamentalisme no és una forma de conservadorisme sinó més aviat de tradicionalisme, de tornada als presumptes valors d'un passat idealitzat, amb totes les reformes que això requereixi. En cap cas no hi ha una tendència a mantenir el present o immediatament anterior, ja que precisament els fonamentalistes es queixen de la corrupció moral crònica del seu entorn i la necessitat d'una «purificació». Els caps pensants dels grups fundamentalistes fan referència a un passat exemplar que, en realitat, no està recollit en cap font sinó que és una idealització dels moments culminants de la cultura que els és pròpia.

## Fonamentalisme en política
Tota iniciativa fundamentalista està condemnada a immiscir-se en la política de l'Estat en el qual es desenvolupa per la seva mateixa naturalesa moralista i reformista. Ja que l'Estat té el monopoli de l'educació o, almenys, el seu control a pràcticament tot el món, els fonamentalistes es veuen constantment enfrontats a ell quan les seves doctrines són ignorades o, com ocorre habitualment, del tot criticades en l'ensenyament. És obvi que qualsevol moviment d'aquestes característiques buscarà la major difusió de les seves idees entre el gran públic i d'allà la necessitat de controlar els vehicles del saber. Els fonamentalistes solen basar-se en escoles de pensament preexistents i modificar-les a la seva mesura o bé crear les seves pròpies.
Els partits i associacions d'idees fonamentalistes estan actius als EUA, Israel i gairebé tots els països del món àrab, mentre que brillen per la seva absència a Europa i l'Àfrica. L'acceptació varia des de la seva prohibició a Algèria als exemples de fonamentalisme triomfant: el Wahhabisme que és la doctrina oficial de l'Aràbia Saudita i el règim dels Aiatol·làs xiïtes a l'Iran. Només veient les trajectòries d'ambdós països trobem la primera prova que el fonamentalisme no és incompatible amb una política prooccidental i, per ende, que l'orientació política del mateix està altament condicionada pels factors en els quals sorgeix.

## Fonamentalisme religiós
Hi ha hagut fonamentalisme en totes les religions al llarg de la història, tot i que predomina en les denominades "abrahàmiques": cristianisme, judaisme i islam. Parteixen d'una contrapocisió al laicisme i l'emancipació de la raó sorgits de la modernitat, a la que creuen causa dels mals del món. Analitzen el món contemporani aplicant sempre categories religioses. Tenen en comú l'assumpció dels seus llibres sagrats com a única veritat (en una lectura literal), la lluita contra partidaris d'altres interpretacions i la justificació de tots els seus actes per la voluntat de Déu. Proposen la transformació del món per tal d'establir un ordre social basat en categories que solen anomenar de "justicia" o de "veritat" En general els fonamentalistes són molt maniqueus: ells són els escollits que actuen justament i que detenen la veritat, i els altres són el mal, els que han oblidat o menyspreat el missatge diví.
Autors com Lawrence (1989) entenen el fonamentalisme sobretot en el context d'una lluita amb el modernisme i la modernitat. Mentre d'altres autors posen més èmfasi en altres paràmetres. Riesebrodt (1993), per exemple, conceptualitza el fonamentalisme com una mena de moviment tradicionalista radical, que normalment té el seu origen no tant en una gran lluita ideològica entre la modernitat i la tradició, sinó en la creixent incapacitat dels mitjans culturals tradicionals de veure's reflectits en les societats modernes o més concretament en les condicions de vida més urbanes. Um paràmetre central per Riesebrodt és la preocupació primordial dels fonamentalismes per mantenir o restablir una estructura patriarcal de la societat. Lechner (1985) ha incorporat variables com les emprades per Lawrence i per Riesebrodt i tracta als fonamentalismes, igual que Lawrence, com una forma d'antimodernisme en termes més generals, però com una forma particular, relativament recent, d'ordre social que es caracteritza per la diferenciació estructural, el pluralisme cultural, la inclusió social, el domini del món i l'orientació patriarcal
Per Lechner els moviments religiosos tenen més probabilitats de convertir-se en una força significativa fonamentalista en una societat en particular, quan es donen una sèrie de condicions; si tenen a la seva disposició una tradició que fàcilment es pot interpretar com la legitimació de la desdiferenciació; si la modernització representa un problema especial per als grups religiosament constituïts; si un programa fonamentalista és la forma més eficaç i més plausible per definir i resoldre els múltiples descontents socials; si hi ha antecedents històrics en la societat d'intents religiosos d'un canvi social significatiu; si la societat en qüestió no és de per si culturalment pluralista o socialment diferenciada, i si les principals preocupacions d'un emergent moviment fonamentalista no es poden canalitzar o desviar cap a les institucions ja existents
El científic i escèptic Richard Dawkins apunta directament al fonamentalisme religiós com una font de violència i d'irracionalitat. Poc després dels atemptats de l'11 de setembre de 2001, quan li van preguntar en què podria haver canviat el món, Dawkins va respondre:
| « | Molts de nosaltres vèiem la religió com una ximpleria inofensiva. Pot ser que les creences manquin de tota evidència però, pensàvem, si la gent necessitava un consol en el qual recolzar-se, on és el mal? L'11 de setembre ho va canviar tot. La fe revelada no és una ximpleria inofensiva, pot ser una ximpleria letalment perillosa. Perillosa perquè li dona a la gent una confiança ferma en la seva pròpia rectitud. Perillosa perquè se'ls dona el fals coratge de matar-se mateixos, que automàticament elimina les barreres normals per matar-ne d'altres. Perillosa perquè els inculca enemistat a altres persones etiquetades únicament per una diferència en tradicions heretades. I perillosa perquè tots hem adquirit un estrany respecte que protegeix amb exclusivitat a la religió de la crítica normal. Deixem ja en cas de ser tan condemnadament respectuosos! | » |

A més, fins i tot quan els fonamentalistes formen una majoria numèrica, la seva posició inalterable és la de victimisme del corrent principal. D'aquesta manera, sempre s'asseguren una distància exculpatòria amb els problemes els seus ensenyaments i mètodes no aborden o són incapaços de resoldre. El fonamentalisme es veu a si mateix com la clau per resoldre els problemes de la societat moderna, però evita afrontar molts d'ells perquè ni tan sols els reconeix com tals, p. ex.: les malalties i altres desastres són càstig de Déu i un Govern fundamentalista o, més ben dit, amb elements fundamentalistes (Iran, Aràbia Saudita) sempre podrà argumentar que una catàstrofe que afecta el poble succeeix perquè aquest no segueix al peu de la lletra les prescripcions divines.

### Fonamentalisme cristià
Certes manifestacions del fanatisme cristià de l'edat mitjana, on el teocentrisme era dominant, es poden considerar com a fonamentalistes. Es creia que els únics elegits que assolirien la salvació eren els cristians i per això perseguien els infidels o els intentaven convertir. Les croades, la inquisició i, en general, el zel de l'Església per esborrar qualsevol heretgia es poden interpretar com a mostra de fonamentalisme.
A partir del segle xix, sorgeix un nou tipus de fonamentalisme a comunitats cristianes que creuen en la Bíblia com a llibre revelat, que conté veritats històriques expressades de manera literal (per exemple, creuen en la Creació tal com està narrada al Gènesi i, per tant, s'oposen a l'evolució darwinista). Aquest corrent és més fort entre el protestantisme americà. Al catolicisme s'assimila a l'oposició al concili Vaticà II, vist com massa liberal, i se'l sol anomenar integrisme. Els mormons i grups afins també es poden considerar cristians radicals o fonamentalistes, si bé ells rebutgen la denominació.
Durant el segle xx és quan es produeix el creixement més significatiu dels fonamentalismes cristians, especialment a Europa i Estats Units. Tenen en comú l'aplicació de lectures literals de la Bíblia en tots els aspectes, des de la política a la vida quotidiana familiar, la determinació en l'evangelització i la difusió del missatge cristià per tot arreu fins a la conversió dels no creients en aquesta religió Es considera que el fonamentalisme cristià és una reacció contra la teologia més progressita i també contra l'humanisme laic als que consideren la causa de la "crisi moral de la societat", representada aquesta per la decadència de la família tradicional, la individualització de la moral i la pèrdua de relació entre la persona i Déu
Aquests moviments es caracteritzen pel fet que en general mai han recorregut a la violència tant a Europa occidental com als Estats Units probablement degut a la relació específica que hi ha en aquests territoris entre el context cultural i la democràcia, ja que és en el marc del cristianisme on es va construir el procés que conduiria al sistema democràtic modern, a través de la Reforma primer i de la Il·lustració més tard, encara que aquest impuls hagi hagut de lluitar històricament, justament, contra l'hegemonia de les institucions eclasiàstiques sobre la societat civil. Probablement aquests moviments tenen assumit que si volen que els ciutadans d'Europa o Amèrica d'avui els escoltin, han de parlar en un llenguatge adequat al context democràtic
Els moviments més actius es caracteritzen per la seva lluita específicament en qüestions com; l'avortament, l'homosexualitat, el feminisme, l'humanisme, la pornografia i la fractura de la família tradicional Moviments més virulents, com per exemple la Majoria Moral de Jerry Falwell als Estats Units, treballen per la modificació de la legislació i la influència en el govern a partir de la formació d'elits acadèmiques converses. Per altra banda en el context Europeu, Comunió i Alliberament, per exemple, combat la "cultura dominant" de l'Estat laic italià, acusant-la d'atemptar contra la llibertat d'expressió dels valors cristians en el marc de l'escola pública

#### Fonamentalisme mormó
El fonamentalisme mormó és un moviment conservador que creu o practica el que els seus seguidors consideren aspectes fonamentals del mormonisme. Això representa una ruptura de la línia practicada per l'Església de Jesucrist dels Sants dels Últims Dies i un retorn a doctrines i costums que els fonamentalistes creuen que ha estat un error d'abandonar, tals com la poligàmia, la "Llei de la Consagració", la teoria "d'Adam-Déu", l'expiació amb sang, el sacerdoci patriarcal, elements de la investidura mormona. Els fonamentalistes mormons han format nombroses sectes moltes de les quals s'han establert en comunitats aïllades en àrees de l'Oest dels EUA.

### Fonamentalisme jueu
Dins del judaisme hi ha diversos corrents fonamentalistes anomenats en general ultraortodoxos. Avui dia en destaquen aquells que segueixen les ensenyances dels rabins hassídics, els haredins, així com certs corrents del sionisme que consideren que el secularisme del moviment ha estat un fracàs i que propugnen la instauració d'un estat teocràtic a Israel.
La major part de les escoles jueves creuen que el Tanakh (l'Antic Testament) no pot ser entès literalment o aïllat, sinó que calen les interpretacions del Talmud i el midraix per a entendre'l. El judaisme ortodox, però, si bé no pren el Tanakh literalment, el considera diví, infal·lible i transmès sense canvis essencials, donant a més una gran importància a les paraules i lletres concretes emprades en el text. Els haredins veuen el Talmud i la midraix com a divines i infal·libles en contingut, encara que no en termes. Els hassidites, al seu torn, defensen la infal·libilitat de la seva pròpia interpretació de les fonts tradicionals de la veritat. Finalment, els caraïtes, segons ells mateixos, "són una secta jueva que no reconeix l'autoritat de la tradició postbíblica incorporada en el Talmud i en els treballs rabínics més tardans". En definitiva, són aquests últims elements junt amb els sionistes acèrrims, els que es poden considerar com els veritables jueus fonamentalistes. Tanmateix, en la seva relació amb l'Estat d'Israel, es veu l'oposat de les seves posicions.
Alguns corrents hassídics molt minoritaris desacrediten el sionisme com una heretgia, s'enfronten activament amb l'Estat israelià i tots els jueus que s'identifiquin amb ell, i es neguen a parlar hebreu, usant només el jiddisch. Això es deu que consideren que l'existència de l'Estat d'Israel impedeix l'arribada del Messies. El sionisme religiós, per contra, el pare espiritual del qual va ser Abraham Isaac Kook (1865-1935), veu en l'Estat d'Israel l'inici del temps messiànic i interpreta esdeveniments com la Guerra dels Sis Dies com a senyals que ho confirmen. D'importància política és la reivindicació jueva amb el suport diví de la Terra Santa, Eretz Israel. Aquesta actitud va ser defensada per fonamentalistes com els del grup ja desaparegut Gush Emunim ('Bloc dels creients', fundat el 1974), per als quals les renúncies territorials israelianes equivalien a un sacrilegi, el que va portar a un dels seus membres a assassinar Yitshaq Rabbín el 1995. L'esmentada visió s'oposava al sionisme secular, segons el qual els jueus havien de ser una nació com les altres.

### Fonamentalisme islàmic o islamisme radical
El fonamentalisme islàmic defineix els posicionaments religiosos que reclamen un retorn a la puresa de "l'islam original", caracteritzats per la seva oposició més o menys aferrissada a l'Occident com a símbol de corrupció i degeneració i perquè consideren que la xaria o llei islàmica és suficient per a regir la societat, fent-ne sovint una interpretació extremadament rigorista.

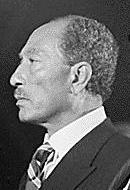
El president egipci Ànwar el-Sadat, assassinat per membres del moviment Gihad Islàmic

Els més radicals d'aquests moviments defensen la lluita armada (que pren sovint la forma de terrorisme) per aconseguir els seus objectius. A nivell religiós, aquesta postura es justifica perquè dels cinc pilars de l'islam, alguns corrents en proposen un sisè: el gihad. 'Gihad' vol dir "lluita o combat" i implica diverses interpretacions: des de l'esforç que ha de fer tot musulmà per a millorar-se, per a ser més bon creient, tractant-se llavors d'un "combat interior", fins al dret de la comunitat de creients a la legítima defensa o fins i tot a l'atac contra els "enemics de l'islam".
Un altre dels aspectes més visibles de les tendències radicals islàmiques afecten la dona i constitueixen un dels punts de conflicte més important amb altres grups: els fonamentalistes solen relegar la dona a un segon terme, fent-la vestir amb excessiva modèstia i negant-li part dels seus drets.
Històricament, la inquietud dels musulmans per a retrobar un islam "pur" i "desoccidentalitzat" apareix amb la fi de la colonització, quan van néixer moviments com el dels Germans Musulmans. Per la seva part, la creació de l'Estat d'Israel a Palestina (1948) i el conflicte araboisraelià subsegüent van exacerbar aquest fonamentalisme, engendrant a vegades un furibund antisionisme. El triomf de la revolució iraniana (1979) va estimular la tendència i li va atorgar una dimensió de rebuig de l'imperialisme (sobretot el dels Estats Units). La retòrica antiimperialista i antiamericana es va incorporar des de llavors i va absorbir en molts aspectes al panarabisme laic. L'Iran, així com el Pakistan, el Sudan i altres països de majoria musulmana, havien assajat un cert laïcisme que va ser completament escombrat i substituït per la incorporació de la llei islàmica al seu sistema jurídic.
Els diversos autors no es posen d'acord en quin terme és el més apropiat, ja que en el cas de molts moviments no hi ha tant un retorn a postures fonamentals i originals històricament de l'islam sinó més aviat una evolució extremista de la seva postura religiosa. Per B. Lewis, "fonamentalisme" és un terme d'origen cristià per referir-se a moviments que fan lectures literalistes de la Bíblia en contraposició a altres interpretacions teològiques. Però, segons aquest autor, en el cas de l'islam no té sentit utilitzar aquest terme, ja que no hi ha aquesta distinció entre teòlegs musulmans en l'actitud cap al text de l'Alcorà. Altres autors com J. Esposito discrepen del terme per la seva associació "amb l'activisme polític, l'extremisme, el fanatisme, el terrorisme i l'antiamericanisme", i prefereixen parlar "ressorgiment islàmic". Pel seu cantó, autors com Sadiq Jalal al-Azm i Hassan Hanafi sí que troben adequat el terme de "fonamentalisme islàmic" perquè consideren que sí que hi ha un retorn a "l'islam bàsic". Altrament també s'anomena aquesta tendència "islamisme" encara que aquest mot designi, en primer terme, el "conjunt de dogmes i preceptes que constitueixen la religió dels musulmans", sense cap connotació extremista. Tampoc tots els autors estan d'acord amb aquest concepte, cosa que fa que no sigui universalment acceptat.
Per la violència de la seva ala més extremista, i per la proliferació de les seves actuacions al món sencer, el fonamentalisme islàmic es presenta com un dels més agressius de tots els existents. Es poden citar els exemples del magnicidi del president egipci Ànwar el-Sadat (1979) pel seu acord de pau amb Israel, l'atemptat a l'AMIA (el major de l'Argentina), els atemptats de l'11-S a Nova York o els de l'11-M a Madrid (el major atemptat terrorista d'Europa).

### Fonamentalisme hindú
Les religions de l'Índia interpreten, en general, la diversitat d'opinió religiosa en termes de diferències de perspectiva o de nivell de comprensió, més que en termes de veritat i d'error. L'hinduisme és més un substrat cultural reunint diferents corrents i pràctiques que una religió en el sentit abrahàmic. No obstant això, empesos per un sentiment ètnic o nacionalista, certs grups hindús han adoptat al final del segle xx posicions fonamentalistes rebutjant les pràctiques o nocions considerades com provinents de religions "al·lògenes" (islam, cristianisme i d'altres).
Per fonamentalisme hindú es comprèn als grups fanàtics seguidors de l'hinduisme, principalment en l'Índia. Les esmentades agrupacions són ultraconservadores i nacionalistes, consideren que l'Índia ha de ser una nació sol per als hindús, i promouen l'expulsió de musulmans, cristians i altres credos religiosos. Promouen una interpretació literal de l'hinduisme que inclou la restauració del sistema de castes reduint a les castes inferiors a l'esclavitud, la subjugació absoluta de la dona i la prohibició de les religions no índies així com dels símbols occidentals (arribant fins i tot a destruir comerços on venen targetes de San Valentín).
Els hindús fundamentalistes han estat relacionats amb el conflicte entre hindús i musulmans indo-pakistanès, el conflicte entre hindús i sikhs en Panjab i atacs a minories. Alguns partits d'extrema dreta com el BJP han estat relacionats amb fonamentalistes a les seves files. Mohandas Gandhi va ser assassinat per fonamentalistes hindús.